# Sebastian Erixon
Sebastian Erixon, född 12 september 1989 i Sundsvall, är en svensk före detta professionell ishockeyspelare (back) som senast spelade för Färjestad BK i SHL.
Erixon har Timrå IK som moderklubb som han förutom en kort lånesejour i Sundsvall Hockey representerade som pojk- junior- och a-lagsspelare fram till 2011. Han var med i Sveriges juniorlandslag i Junior-VM i ishockey 2009. 
2011/2012 lämnade han Elitserien och Timrå IK för att försöka ta en plats i Vancouver Canucks i NHL men nådde bara spel i farmaligorna.  Från och med säsonen 2013/2014 återvände Erixon till Sverige för spel med Växjö Lakers i SHL. Han blev svensk mästare med Växjö 2015.
Inför säsongen 2015/2016 värvades Erixon till Färjestads BK i SHL. Han spelade sammanlagt sex säsonger i klubben, då han tvingades avsluta sin aktiva ishockeykarriär med anledning av hjärnskakning.

## Familj
Sebastian Erixon är son till förre ishockeyspelaren i elitserien med Färjestad och Timrå, tillika allsvensk bandyspelare i Selånger Bandy, Staffan Erixon. Brodern Christoffer Erixon representerar Kovlands Ishockeyförening i division 1.
Han är gift och har ett barn.